# Challenger La Manche 2020
Il Challenger La Manche 2020 è stato un torneo maschile tennis professionistico. È stata la 32ª edizione del torneo, facente parte della categoria Challenger 80 nell'ambito dell'ATP Challenger Tour 2020, con un montepremi di 46 600 €. Si è giocato dal 9 al 16 febbraio 2020 sui campi in cemento indoor del Complexe Sportif Chantereyne di Cherbourg, in Francia.

## Partecipanti

### Teste di serie
| Nazionalità | Giocatore               | Ranking* | Testa di serie |
| ----------- | ----------------------- | -------- | -------------- |
| Francia     | Antoine Hoang           | 126      | 1              |
| Italia      | Roberto Marcora         | 174      | 2              |
| Francia     | Maxime Janvier          | 180      | 3              |
| Argentina   | Marco Trungelliti       | 195      | 4              |
| Francia     | Quentin Halys           | 199      | 5              |
| Turchia     | Cem İlkel               | 200      | 6              |
| Francia     | Constant Lestienne      | 203      | 7              |
| Spagna      | Bernabé Zapata Miralles | 209      | 8              |
| Giappone    | Hiroki Moriya           | 211      | 9              |
| Russia      | Alexey Vatutin          | 212      | 10             |
| Germania    | Matthias Bachinger      | 213      | 11             |
| Rep. Ceca   | Zdeněk Kolář            | 217      | 12             |
| Italia      | Matteo Viola            | 218      | 13             |
| Francia     | Tristan Lamasine        | 221      | 14             |
| Francia     | Mathias Bourgue         | 225      | 15             |
| Spagna      | Nicola Kuhn             | 227      | 16             |

- Ranking al 3 febbraio 2020.

### Altri partecipanti
I seguenti giocatori hanno ricevuto una wild card per il tabellone principale:
- Dan Added
- Kenny de Schepper
- Matteo Martineau
- Harold Mayot
- Lorenzo Musetti

I seguenti giocatori sono passati dalle qualificazioni:
- Vít Kopřiva
- Jules Marie

## Punti e montepremi
| Torneo    | Torneo              | V     | F     | SF    | QF    | 3T  | 2T  | 1T  | Q | Q1 |
| Singolare | Punti               | 80    | 48    | 29    | 15    | 7   | 3   | 0   | 0 | 0  |
| Singolare | Premi in denaro (€) | 6 190 | 3 650 | 2 160 | 1 260 | 730 | 450 | 225 | – | –  |
| Doppio    | Punti               | 80    | 48    | 29    | 15    | –   | –   | 0   | – | –  |
| Doppio    | Premi in denaro (€) | 2 670 | 1 550 | 930   | 550   | –   | –   | 310 | – | –  |

## Campioni

### Singolare
Roman Safiullin ha sconfitto in finale  Roberto Marcora con il punteggio di 6–4, 6–2.

### Doppio
Pavel Kotov /  Roman Safiullin hanno sconfitto in finale  Dan Added /  Albano Olivetti con il punteggio di 7–6(6), 5–7 , [12–10].